# أوستن وآلي
أوستن وآلي (بالإنجليزية: Austin & Ally)‏ هو مسلسل كوميدي أمريكي من بطولة روس لينش، لورا مارانو، ريني رودريجز وكالم ورثي. بث المسلسل على قناة ديزني في الفترة من 2 ديسمبر 2011 حتى 10 يناير 2016.

## وصلات خارجية
- أوستن وآلي على موقع IMDb (الإنجليزية)
- أوستن وآلي على موقع روتن توميتوز (الإنجليزية)
- أوستن وآلي على موقع كينوبويسك (الروسية)
- أوستن وآلي على موقع ألو سيني (الفرنسية)
- أوستن وآلي على موقع قاعدة بيانات الفيلم (الإنجليزية)